# Olga Bérgolo
Olga Bérgolo (* 13. Juni 1939 in Montevideo, Uruguay; † 22. Juli 2022) war eine uruguayische Tänzerin.

## Leben
Ihre Ausbildung erhielt Bérgolo bei Alberto Pouyanne und María Ruanova. Auch studierte sie in Paris unter anderem gemeinsam mit Rudolf Nurejew beim Direktor des Ballet de l’Opéra de Paris Raymond Franchetti. Infolge eines Stipendiums an der Pariser Oper trat sie an der Seite von Margot Fonteyn in Giselle auf. Später bildete sie sich auch im Ausland weiter, nachdem sie regierungsseitige Einladungen an die bedeutendsten Ballettschulen nach Frankreich, Deutschland, Großbritannien und in die USA erhielt. Bérgolo war von 1965 bis 1982 Primaballerina des SODRE. Sie leitet auch ihre eigene Akademie, aus der zahlreiche Schüler an der Oper des Teatro Solís oder auch bei den Millenniums-Konzerten im Hotel Conrad in Punta del Este tanzten. Bérgolo war mit dem Dirigenten und Komponisten Federico García Vigil verheiratet.